# Sisena Coalició
La Sisena Coalició (1812 - 1814) va ser una coalició formada pel Regne Unit, Rússia, Prússia, Suècia, Àustria, i cert nombre d'estats germànics per combatre el Primer Imperi Francès de Napoleó i els seus aliats. Com a resultat d'aquesta guerra Napoleó fou derrocat i confinat a l'illa d'Elba.

## Antecedents
Després del desastre de la Grande Armée a la Invasió francesa de Rússia, les potències continentals que havien estat constantment humiliades per Napoleó en diverses guerres al llarg de tota una dècada, van veure finalment una oportunitat de derrotar, i es van unir a la coalició que fins llavors consistia en l'aliança entre russos, britànics, espanyols i portuguesos (aquests últims en la Guerra del Francès). Els Estats Units van aprofitar la seva neutralitat en la guerra per alleugerir l'embargament britànic als ports controlats per França, i Gran Bretanya va intentar tallar aquest comerç, provocant un augment de la tensió durant les guerres napoleòniques, ja que la Royal Navy necessitava desesperadament mariners entrenats i perdia constantment desertors que buscaven feina millor pagada a bord dels vaixells mercants nord-americans amb una disciplina menys draconiana. Els Estats Units, al mateix temps, cobejaven l'adquisició del Canadà, que Gran Bretanya no es podia permetre el luxe de perdre, ja que les seves flotes navals i mercants s'havien construït en gran part amb fusta americana abans de la independència dels Estats Units, i amb fusta canadenca després.
Aprofitant que la Gran Bretanya estava concentrada en la seva guerra amb França, els Estats Units van envair el Canadà, però l'exèrcit britànic va poder defensar-se amb forces regulars mínimes, recolzades per milícies i aliats nadius, mentre la Royal Navy bloquejava la costa atlàntica dels Estats Units des de les Bermudes, estrangulant el seu comerç mercantil, i duent a terme incursions amfíbies, inclosa la campanya de Chesapeake amb la seva Crema de Washington. El 9 de gener de 1812, les tropes franceses van ocupar de sobte la Pomerània sueca, aparentment per posar fi al comerç il·legal amb el Regne Unit des de Suècia, que violava el sistema continental, aleshores, Suècia va signar el Tractat secret de Sant Petersburg amb Rússia contra França i Dinamarca-Noruega el 5 d'abril de 1812. El 18 de juliol de 1812, els Tractats d'Örebro van posar fi formalment a les guerres entre Gran Bretanya i Suècia i Gran Bretanya i Rússia, formant la base de la coalició entre Rússia, Gran Bretanya i Suècia, encara que els paràmetres exactes d'una aliança militar van romandre en negociació durant l'hivern de 1812-1813.

## La guerra
El 3 de març de 1813, després de llargues negociacions, el Regne Unit va acceptar les reclamacions sueques a Noruega. Suècia va entrar en una aliança militar amb el Regne Unit i va declarar la guerra a França, alliberant la Pomerània sueca poc després. El 13 de març, el rei Frederic Guillem III de Prússia va declarar la guerra a França, que va ser rebuda pels francesos el 16 de març. El primer conflicte armat es va produir el 5 d'abril a la batalla de Möckern, on les forces prusso-russes combinades van derrotar les tropes franceses. Bonaparte, tot i grans èxits on el seu geni va brillar amb força (com la batalla de Dresden on va derrotar a tropes que gairebé li doblaven en nombre) es va veure obligat a reorganitzar els seus exèrcits al llarg de totes les línies de defensa, estant desesperadament mancat de cavalleria.
L'Armistici de Pleischwitz es va declarar el 4 de juny i va continuar fins al 13 d'agost, temps durant el qual ambdues parts van tractar de recuperar la cambra de milió de baixes que aproximadament van tenir des d'abril. També en aquest període els aliats van negociar per dur a Àustria a un enfrontament obert amb el Primer Imperi Francès. A la conferència de Trachenberg Carles XIV Joan traçà les directrius principals de la campanya següent. Es van formar dos exèrcits austríacs que tenien al voltant de 800.000 tropes frontereres en el front alemany, amb una reserva estratègica de 350.000 efectius, formada per donar suport a les operacions frontereres. Napoleó finalment va ser derrotat en la batalla de Leipzig en Saxònia, l'octubre de 1813, i van emprendre la reeixida invasió de França el 1814, que va forçar a Napoleó a abdicar i va obrir el camí a la restauració dels Borbó.
En total, és possible que lluitessin en aquest conflicte fins a dos milions i mig de soldats, sent el total de morts d'uns dos milions (algunes estimacions suggereixen que al voltant d'un milió d'ells va morir només en la campanya russa). Això inclou les batalles de Smolensk, Borodino, Lützen, Dresden, i l'èpica Batalla de les Nacions (la més gran de totes les Guerres Napoleòniques, i la major en la història d'Europa Occidental fins a la Primera Guerra Mundial).
L'etapa final de la campanya, la defensa de França, va fer tornar a l'emperador a la lluita al capdavant de les seves tropes contra un enemic immensament superior en nombre a la campanya dels Sis Dies, la qual molts consideren la millor campanya de tota la seva carrera. Finalment, els seus anteriors pèrdues a Rússia i Alemanya així com el nombre aclaparador d'efectius coalitzats van ser massa grans com per ser remeiats en aquesta última etapa. El Tractat de Chaumont de febrer de 1814 demanava a Napoleó que deixés totes les seves conquestes, revertint així a França a les seves fronteres pre-revolució, a canvi d'un alto el foc. Si Napoleó refusava el tractat, els Aliats prometien continuar la guerra. L'endemà Napoleó va refusar el tractat, acabant la seva última possibilitat d'un final negociat.
A mitjans de març de 1814, quan la victòria a Laon va tornar a posar la coalició a l'ofensiva. En absència de prussians i russos, la Coalició va acordar la restauració de la dinastia borbònica. Francesc va rebutjar una petició final de Napoleó que abdicaria a favor del seu fill amb Marie Louise com a regent, i el 31 de març de 1814, París és ocupada per les tropes aliades

## Conseqüències
L'11 d'abril Napoleó Bonaparte és exiliat a l'illa d'Elba pel Tractat de Fontainebleau. Lluís XVIII va poder aconseguir el tron poc després pel Tractat de París
Com que els Estats Units no van aconseguir cap guany abans que la derrota de Napoleó el 1814 alliberés les forces britàniques d'Europa, i com que Gran Bretanya no tenia cap objectiu més que defensar el seu territori continental restant, la guerra va acabar amb els límits anteriors a la guerra reafirmats pel Tractat de Gant de 1814, assegurant que el futur del Canadà estaria separat del dels Estats Units.